# Les Dicker
Leslie Raymond Dicker, detto Les (Stockwell, 20 dicembre 1926 – 17 dicembre 2020), è stato un calciatore inglese, di ruolo centrocampista.

## Caratteristiche tecniche
Era un'ala sinistra.

## Carriera
Dopo la fine della seconda guerra mondiale inizia a giocare con i semiprofessionisti dell'Hornchurch Athletic e poi con quelli del Chelmsford City, con i quali tra il 1948 ed il 1952 realizza 27 reti in 56 presenze, per poi venire ceduto per 2000 sterline al Tottenham, club appena laureatosi campione d'Inghilterra, nel giugno del 1951. Il suo esordio effettivo con gli Spurs (con i quali gioca stabilmente anche con le riserve quando non è impegnato con la prima squadra) avviene il 23 agosto 1952, nella prima giornata della First Division 1952-1953, che i londinesi perdono per 4-3 in casa contro il West Bromwich; nella prima parte della stagione gioca con grande frequenza (disputa infatti 10 delle prime 22 giornate di campionato), segnando anche 2 reti (il 22 novembre 1952 nella vittoria per 3-0 sul campo dell'Aston Villa ed il 20 dicembre 1962 nella sconfitta per 2-1 sul campo del West Bromwich, che è anche la sua ultima partita in carriera nella prima divisione inglese), salvo poi non scendere più in campo, venendo a fine stagione ceduto in terza divisione al Southend Utd, club con il quale durante la stagione 1953-1954 mette a segno 7 reti in 17 partite di campionato giocate. Dal 1954 al 1960 gioca poi nuovamente a livello semiprofessionistico con la maglia del Chelmsford City.
In carriera ha totalizzato complessivamente 27 partite e 9 reti nei campionati della Football League.

## Palmarès

### Club

#### Competizioni nazionali
- Charity Shield: 1

Tottenham: 1951